# Jutjal e Nazaret
Jutjal e Nasareth (en francès Jugeals-Nazareth) és un municipi francès situat al departament de la Corresa i a la regió de la Nova Aquitània.

## Demografia
| 1962                                       | 1968 | 1975 | 1982 | 1990 | 1999 | 2007 |
| ------------------------------------------ | ---- | ---- | ---- | ---- | ---- | ---- |
| 237                                        | 241  | 311  | 502  | 604  | 687  | 802  |
| Des de 1962: població sense dobles comptes |      |      |      |      |      |      |

## Administració
| Període   | Identitat       | Partit |
| --------- | --------------- | ------ |
| 2001-2008 | Antoine Lamagat |        |
| 2008-     | André Boucherie |        |